# Pèlerinage de l'urs
Le pèlerinage de l'urs — arabe : عُرْس ('urs : « mariage ») — est un pèlerinage qui a lieu à l'occasion de l'anniversaire du décès d'un saint soufi. L'urs célèbre l'union mystique du saint avec Allah.
Tradition originaire du Khorassan (en Asie centrale) qui s'est diffusée vers l'ouest en Anatolie, et vers l'est et le sud-est, en particulier dans les pays musulmans d'Asie du Sud, elle donne lieu à de très nombreuses fêtes annuelles extrêmement populaires, qui attirent souvent de très grandes foules.

## Rituel de l'urs

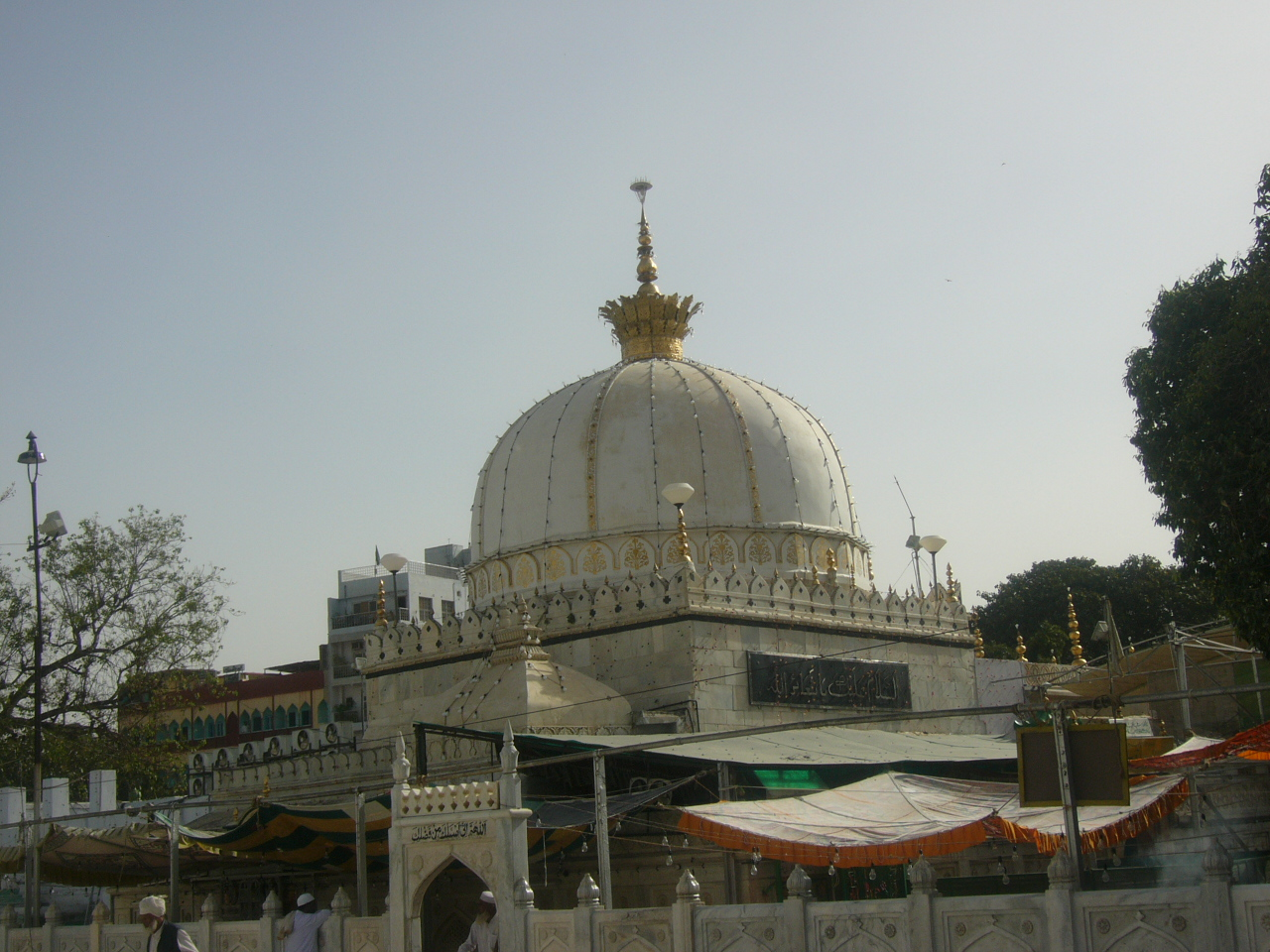
Dargah de Mu'in-ad-Dîn Chishti à Ajmer.

Les disciples et les fidèles célèbrent le mariage (urs) d'un saint, ce qui est une métaphore de l'union entre l'âme de ce saint et Dieu; cette fête est célébrée à la date de l'anniversaire de la mort du soufi. Cette union est célébrée pendant un jour et une nuit, et elle donne lieu à de grandes fêtes. Elle se célèbre sur la tombe du saint (dargah, mazar, zaouia...). Le choix de la date anniversaire de la mort du saint s'explique aussi par la croyance que c'est au moment de sa mort que le saint est le plus ouvert aux invocations de celles et ceux qui le prient. Et c'est ce qui est célébré sous le nom de « urs ».

### De grandes fêtes
Le rituel de l'urs se déroule dans l'espace même du saint, à savoir sa tombe ou son mausolée, et il s'agit bien d'un mariage, si bien qu'il donne lieu à de grandes fêtes, avec prières, célébrations festives, des récitations de poésies comme les na't (poèmes de louanges à Mahomet), de musique avec le qawwali et les séances de sama' et un mélange de pratiques locales, mais aussi de beaux vêtements, des parfums, des danses, un grand repas...,. C'est dans cette ambiance festive que les participants et les disciples expérimentent osmose spirituelle. Par ailleurs, ils vivent aussi dans une atmosphère d'unité, de foi, de charité et de fraternité, et incarnent ainsi un islam vivant. Ils expérimentent alors ce que le grand maître soufi al-Hujwîrî voit comme le véritable but du pèlerinage: la contemplation de Dieu. En Asie du sud, d'immenses foules de pèlerins affluent vers les dargahs, venant de tout le pays et même de l'étranger.
L'on vient chercher à cette occasion la bénédiction divine (baraka) dont le saint, pense-t-on, est le porteur. Avec cette précision importante: la baraka n'habite pas seulement le saint : elle peut passer au croyant ordinaire. Et la mort du saint ne la fait pas disparaître, au contraire puisqu'elle continue, sous une forme renforcée, à émaner de sa tombe, des objets qui lui ont appartenu (et dont certains se trouvent dans le dargha) et même de son seul nom.
Comme il y a de très nombreuses célébrations (chaque jour étant l'anniversaire d'un grand nombre de saints, on compte en Asie du Sud quelque deux mille fêtes annuelles de ce genre ), certains groupes sociaux, en particulier parmi les plus pauvres et indigents, se transforment parfois en pèlerins professionnels, se déplaçant d'une ville à l'autre pour assister à un nouvel urs — ainsi qu'à des ziyârât — ce qui leur permet, en particulier lors des ziyârât, d'être nourris, logés, de recevoir des soins et des offrandes pendant quelques jours.

### Quel islam?
On a souvent rattaché ces fêtes à des expressions d'un islam local, ou indien ou encore national. Si chacun de ces points est vrai, ils doivent tous trois être nuancés.

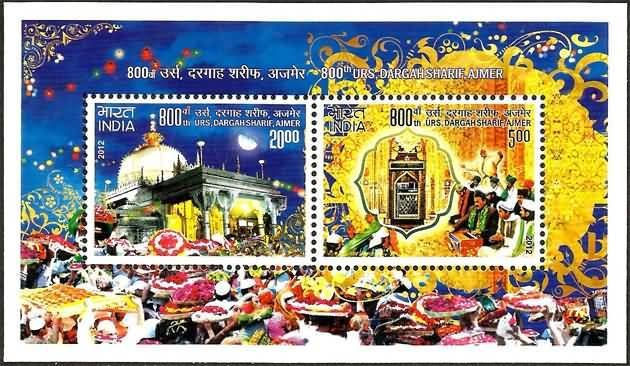
Timbres émis en 2012 par la poste indienne pour le de Mu'in-ad-Dîn Chishti.

Certes, ces fêtes sont des phénomènes d'un islam local, c'est-à-dire lié à un endroit spécifique, à savoir le mausolée de tel ou tel saint. Mais s'en ternir à cela, c'est oublier que chaque urs est lié aux autres soufis de la lignée qui sont enterrés à différents endroits, si bien qu'à l'intérieur d'une tariqa, l'urs est un phénomène qui s'étend sur un grand espace géographique. D'autre part, l'urs est une fête indienne si l'on tient compte de ses caractéristiques culturelles (couleurs, cuisine, saveurs, odeurs...), mais c'est en réalité une « couche de culture du Khorassan en Inde », et même d'une sorte de « fossile » de cette culture puisqu'elle a disparu de ses terres natales en Asie centrale. Enfin, et comme pourrait le laisser entendre l'émission de deux timbres postaux émis en 2012 par la poste indienne à l'occasion du 800e urs de Mu'in-ad-Dîn Chishti au dargah d'Ajmer, l'urs serait l'expression d'un islam national indien puisque cette fête unit souvent hindous et musulmans; mais là encore, N. Green souligne que l'urs est en réalité un phénomène transnational, puisque la fête se célèbre dans plusieurs pays.

### Profane et sacré
Dans l'histoire de l'urs, on a souvent assisté à un mélange du sacré et du profane, car des foires se souvent tenues à ces occasions, « [foires] marquées, note Anna Suvorova, par des réjouissances publiques débridées, des spectacles de bouffons vagabonds et d'hommes forts de petite vertu, des combats de lutte et des combats de coqs ». Cela a pu, au cours des siècles, conduire à des contrôles renforcés des pouvoirs publics, et en particulier pour les urs, à des interdictions faites aux femmes d'y participer.

## Origines et développement.

Carte du Khorassan (avec la Transoxiane et la Chorasmie), où l'urs est née avant de se répandre vers l'est en Anatolie, et vers le sud en Inde.

Cette tradition est attestée en Anatolie et en Asie du Sud dès le XIIIe siècle. Selon Nile Green, l'urs est lié à un islam très spécifique qui s'est développé en Asie centrale, dans le Khorassan, d'où il s'est diffusé vers l'ouest en Anatolie et vers le sud en Inde, puis de là dans l'Océan indien. Selon Green, il s'agit d'« un islam érotique », avec musique, chansons d'amour, danseuses et même prostituées. Cela explique que ce rituel célébré chaque année par des millions de personnes soit aussi critiqué et attaqué.

### Naissance en Iran

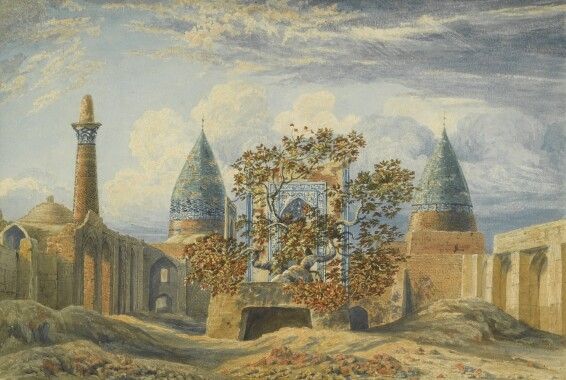
Le mausolée de Bayazid Bistami. Aquarelle de James Baillie Fraser (1783-1856). 1822.

En fait, toujours selon Green, l'urs est lié à la renaissance culturelle que connaît l'Iran des Xe et XIe siècles (sous la dynastie samanide), en particulier dans le Khorassan (qui est un des deux berceaux du soufisme, l'autre étant Bagdad — où se développe une approche plutôt théorique et en arabe). On trouve alors dans cette région nombre de patronages dans le domaine de la musique et de la poésie en persan (en particulier la poésie d'amour). Il s'agit de la première renaissance culturelle et linguistique du persan depuis la conquête arabe du VIIe siècle. Musique et poèmes sont interprétés et récités au cours de soirées appelées majles. Essentiellement laïques, ces soirées sont bientôt adoptées et adaptées par les soufis, qui organiseront eux aussi des séances portant le même nom, au cours desquelles ils reprennent à leur compte les notions d'ivresse et d'amour afin d'exprimer l'extase de l'union divine.

#### Les mausolées
Par ailleurs, ce monde de la poésie et de la musique est associé à un espace particulier: les mausolées des maîtres soufis, qui prennent modèle entre autres sur celui de Bayazid Bistami (M. 875) qui sera en quelque sorte un prototype de ces constructions. Nombre de mausolées suivront le modèle développé au Khorassan aux XIe et XIIe siècles. Du Khorassan, ces modèles vont s'exporter dans l'aire de l'Océan indien — et avec eux le rituel de l'urs dont on trouve les premiers témoignages livresques au Khorassan ainsi que dans le Fars.

### Diffusion

#### Inde

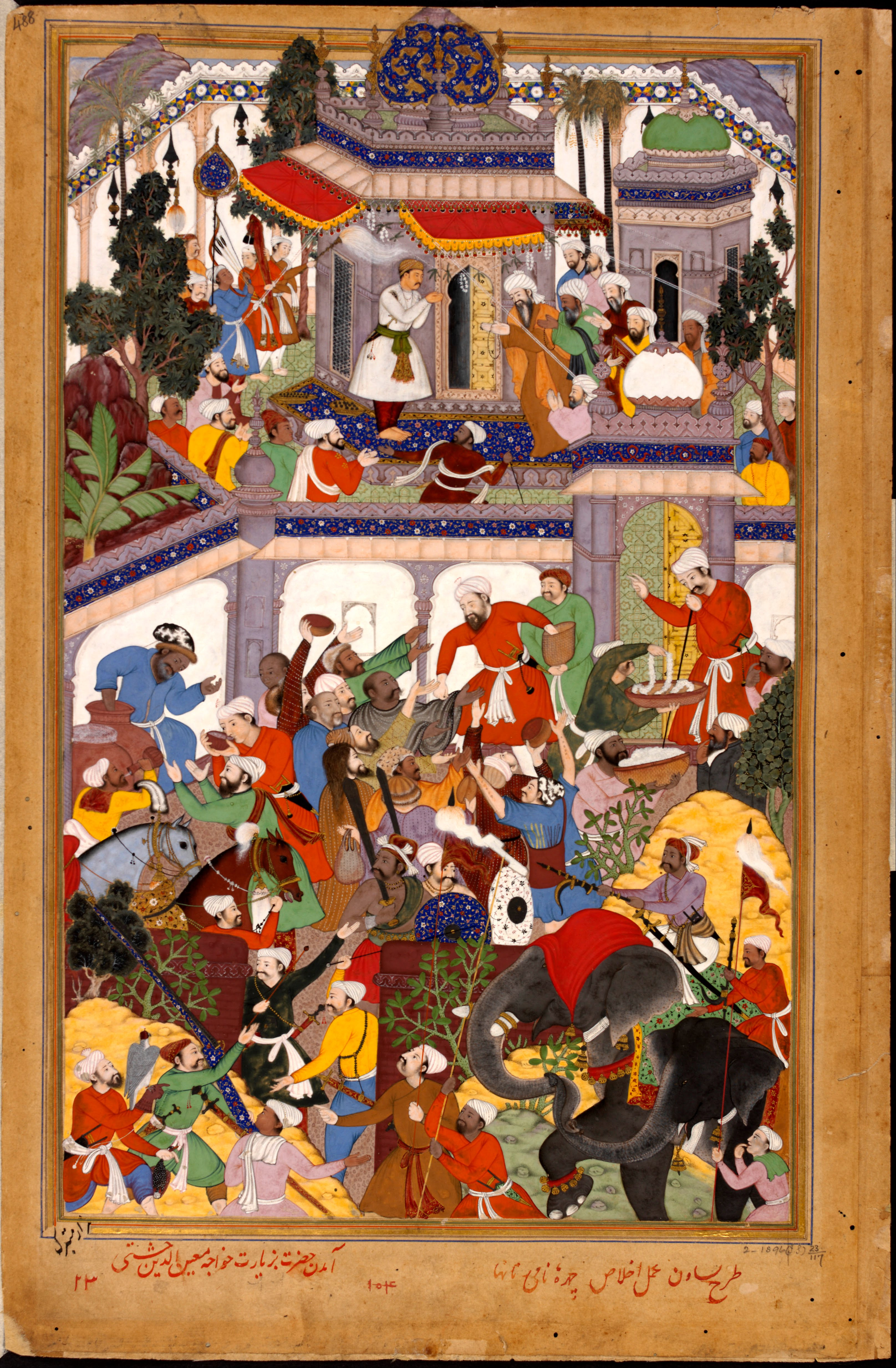
Basawan, 1562. Akbar devant la tombe de Mu'in ad-Din Chishti à Ajmer. Partie inférieure : Distribution d'argent et de nourriture aux pauvres.

Les conquêtes mongoles entraînent des déplacements de populations du khorassan vers l'ouest et le sud, autrement dit vers l'Anatolie et l'Inde. Dans ces régions, on assiste au cours des XIIIe et XIVe siècles à la formation de diasporas venues du Khorassan, qui amènent avec eux le rituel de l'urs. Un des exemples les plus célèbres est celui de Jalâl ad-din Rûmi (dont l'urs célébrée chaque année, en décembre, à Konya, en Anatolie est devenue une attraction touristique). Dans le Mathnawi, Rumi évoque de nombreux éléments en lien avec l'urs, mettant en scène le mariage entre la mariée ('arus) — c'est-à-dire Dieu — et le shah (le soufi), mariage qui se déroule dans la chambre nuptiale que constitue le tombeau, et l'on trouve par ailleurs une description de l'urs dans la biographie de Rumi, Manâqib al-Ârifîn rédigée par Shams ad-Dîn Aflaki (m. vers 1290).

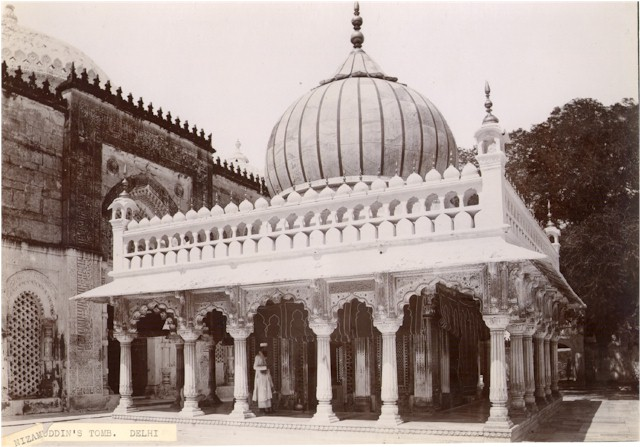
Dargah de Nizamuddin, Delhi dans les années 1890.

Une cinquantaine d'années après l'arrivée des réfugiés, on trouve les premières sources en persan décrivant le rituel de l'urs, et la pratique se développe, ayant pour centre Delhi (autour du dargah de Nizamuddin al-awliya, ville d'où le rituel va gagner par les voies terrestres l'Inde orientale (par exemple à Maner (en), dans le Bihar, où l'on trouve le tombeau de Sharaf al-Dîn Maneri (en) m. 1381). Par la suite, l'urs sera soutenu par les empereurs moghols et les courtisans, et l'on verra Akabr se rendre à Ajmer sur la tombe de Mu'in-ad-Dîn Chishti (bien que ce ne fût pas à l'occasion de l'urs).
L'espace du dargah et le rituel de l'urs vont également se diffuser au Gujarat, sur la côte occidentale de l'Inde, ainsi qu'à Bombay, ce qui constitue des étapes importantes dans la mesure où l'urs est adopté par de nouveaux groupes ethniques (en l'occurrence les Arabes qui se sont installés sur cette côte). Après quoi, ces éléments s'exportent vers le sud-est, sur la côte de Coromandel, où l'on trouve par exemple, à Nagore (en), le magnifique dargah de Shah ul-Hamid (en).

#### Asie et Afrique du Sud

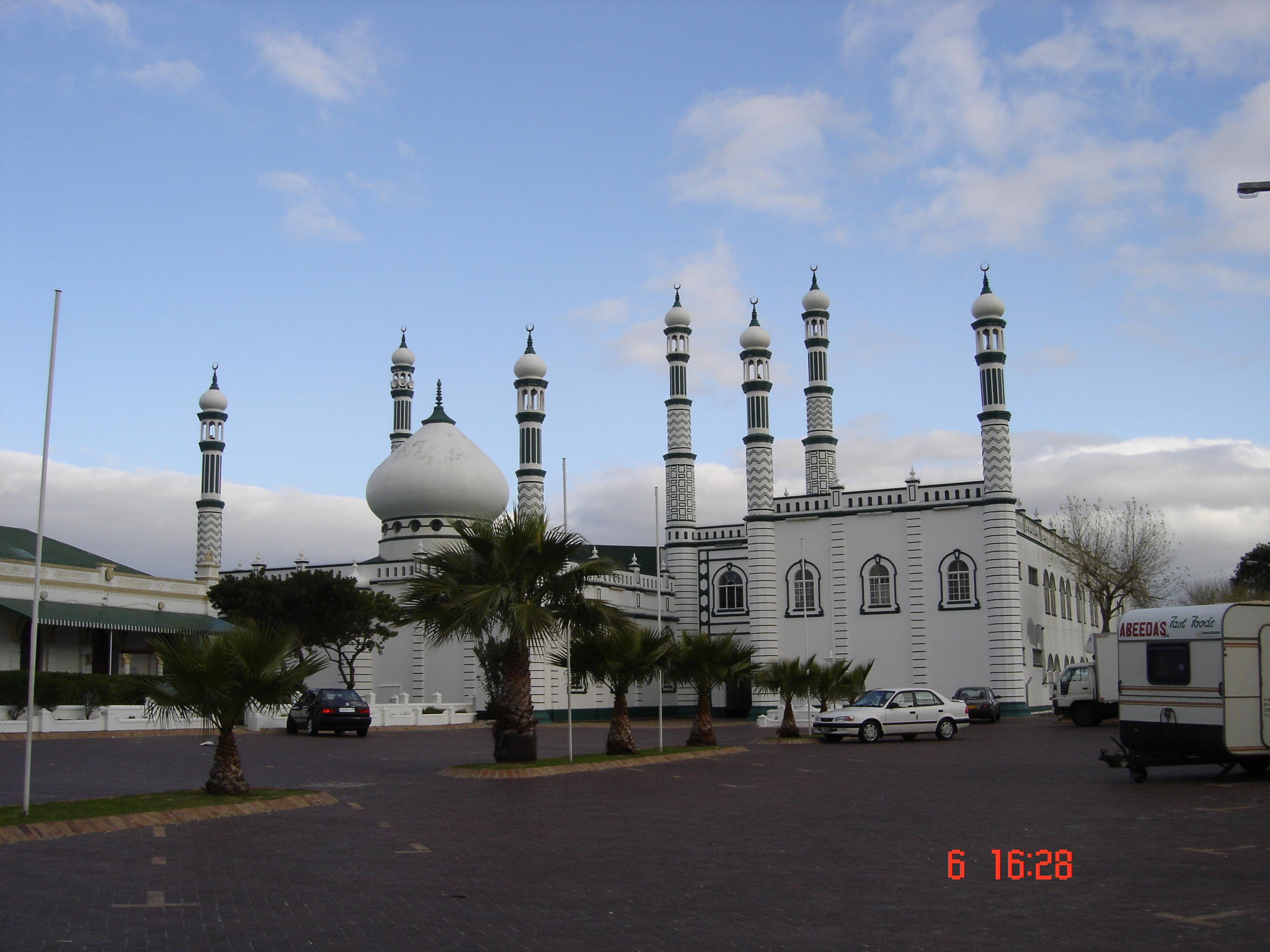
La mosquée et tombe de Soofie Saheb à Durban.

Puis, de Nagore, l'urs va se transporter (par l'intermédiaire de marchands et de soldats) vers Penang, en Malaisie (1786), et Singapour; et il va également passer de Bombay vers l'Afrique du Sud, à Durban, où se trouve le tombeau de Badsha Peer, construit en 1895, et celui de Soofie Saheb (m. en 1912).
En Asie du Sud, le plus grand urs est sans doute celui de Mu'in-ad-Dîn Chishti (en) (mort en 1236). Il a lieu le 6 du mois de rajab à Ajmer, et attire des centaines de milliers de fidèles (parmi lesquels nombre d'hindous, de sikhs et de chrétiens). On trouve également de tels rassemblements en Égypte, par exemple à Tanta, pour l'urs de Ahmad al-Badawi, où se retrouvent jusqu'à un million de personnes.

#### Études
- (en) Mumtaz Currim (Ed.) et George Michell (Ed.), Darghas. Abodes of the Saints, Bombay, The Marg Foundation, 2004, 152 p. (ISBN 978-8-185-02665-7)
- (en) Carl W. Ernst (en) et Bruce B. Lawrence, Sufi Martyrs of Love. Chishti Sufisn in South Asia and Beyond, New York, Palgrave Macmillan, 2002, xiv, 241 (ISBN 978-1-403-96027-6), p. 91-98
- Nile Green, Making Space. Sufis and Settlers in Early Modern India, Oxford, Oxford University Press, 2012, xvii + 339 p. (ISBN 978-0198-07796-1)
- (en) Anna Suvorova (en), Muslim Saints of South Asia. The eleventh to fifteenth centuries., Londres - New York, RoutledgeCurzon, 2004, xii, 244 (ISBN 978-0-415-31764-1)
- (en) Pnina Werbner (en), Pilgrims of Love: The Anthropology of a Global Sufi Cult., London, Hurst, 2003, xvi + 348 (ISBN 1-850-65652-5)

#### Articles
- (en) Goolam Vahed, « A Sufi Saint's Day in South Africa: The legend of Badsha Peer », South African Historical Journal, vol. 77, no 4,‎ 2003, p. 31-70 (DOI 10.1080/02582470308671449, lire en ligne)

#### Conférence
- Nile Green, « Khorasan dans l'océan Indien : Les dynamiques de l'espace et du rituel de l'Asie Centrale jusqu'en Inde et en Afrique » [audio], sur college-de-france.fr, 2014 (consulté le 19 janvier 2023)